# Hugo Drax
Sir Hugo Drax é um personagem criado pelo escritor britânico Ian Fleming, existente no livro e no filme 007 contra o Foguete da Morte (1979).
O personagem, principal antagonista de James Bond na trama, é vivido nas telas pelo ator francês Michael Lonsdale e tem seu nome retirado de um amigo pessoal de Fleming, Reginald Drax, almirante e cavaleiro de Sua Majestade.

## Características
Drax é um bilionário que vive num grande castelo no sul da Califórnia, cujas pedras da construção foram todas importadas da França. Dono das Indústrias Drax, empresa no ramo da alta tecnologia que constrói ônibus espaciais, é um excelente pianista e também um fanático e psicopata, cujo grande plano é criar uma nova sociedade de seres humanos perfeitos, depois de exterminar a raça humana com o lançamento de gases venenosos na atmosfera de uma estação espacial secreta e invisível aos radares terrestres  que mantém em órbita.

## No filme
James Bond segue uma trilha ao redor do mundo para descobrir o roubo de um ônibus espacial, Moonraker 5, de propriedade de Drax, em rota para a Grã-Bretanha, transportado sobre um Boeing-747. Sua busca começa na Califórnia, onde se dá seu primeiro encontro com o vilão e onde ele conhece a cientista, astronauta e agente secreta da CIA Holly Goodhead e a piloto particular de Drax, Corinne Dufour.
Drax descobre a identidade de agente do MI-6 de Bond e tenta matá-lo através de seus capangas, mas falha. Primeiro, numa centrífuga gravitacional em sua empresa, usada para testar a resistência humana à força G, depois com um franco-atirador escondido numa árvore (que Bond mata enquanto participa de uma caçada a convite de Drax), numa gôndola em Veneza e no bondinho do Pão de Açúcar, no Rio de Janeiro, primeiro com Chang, um assassino mestre em aikido, depois através de Jaws, o enorme capanga empregado de Karl Stromberg, o vilão do filme anterior, 007 O Espião Que Me Amava, agora a serviço de Drax, depois da morte, por Bond, do antigo patrão.
No meio tempo, mata sua assistente e piloto Dufour, ao descobrir que ela o traiu após uma noite de amor com Bond, lançando sobre a bond girl seus ferozes cães dobermann, na floresta de sua propriedade.
O encontro final de Drax e Bond se dá na estação espacial do bilionário, onde abrigou centenas de homens e mulheres destinados a criar uma nova raça sobre a Terra depois do extermínio da Humanidade, e de onde ele começa a lançar as cápsulas com gás venenoso na atmosfera. Bond e Goodhead desarmam o escudo que mantém a estação invisível, permitindo sua localização e invasão por uma tropa de astronautas-soldados lançados até ela num ônibus espacial militar, e o espião enfrenta Drax pessoalmente. Na luta que se segue, 007 encurrala o megalomaníaco num canto da estação - que está sendo destruída por explosões - e o mata com um dardo de cianureto no coração, lançado de sua arma de dardos de pulso - invenção de Q - Drax em estado terminal é colocado numa câmara de ar e lançando ao espaço.